# De los medios a las mediaciones
De los medios a las mediaciones. Comunicación, cultura y hegemonía es un libro de teoría de la comunicación, los estudios de medios y la cultura, escrito por Jesús Martín-Barbero. Fue publicado por primera vez en 1987, en la editorial Gustavo Gili. Se trata de un texto pionero en América Latina, pues supuso una de las primeras aproximaciones antropológicas y culturales a los estudios de la comunicación, y colocó a la recepción y los usos de las audiencias sobre los medios de comunicación masiva como centro de análisis.

## Contexto

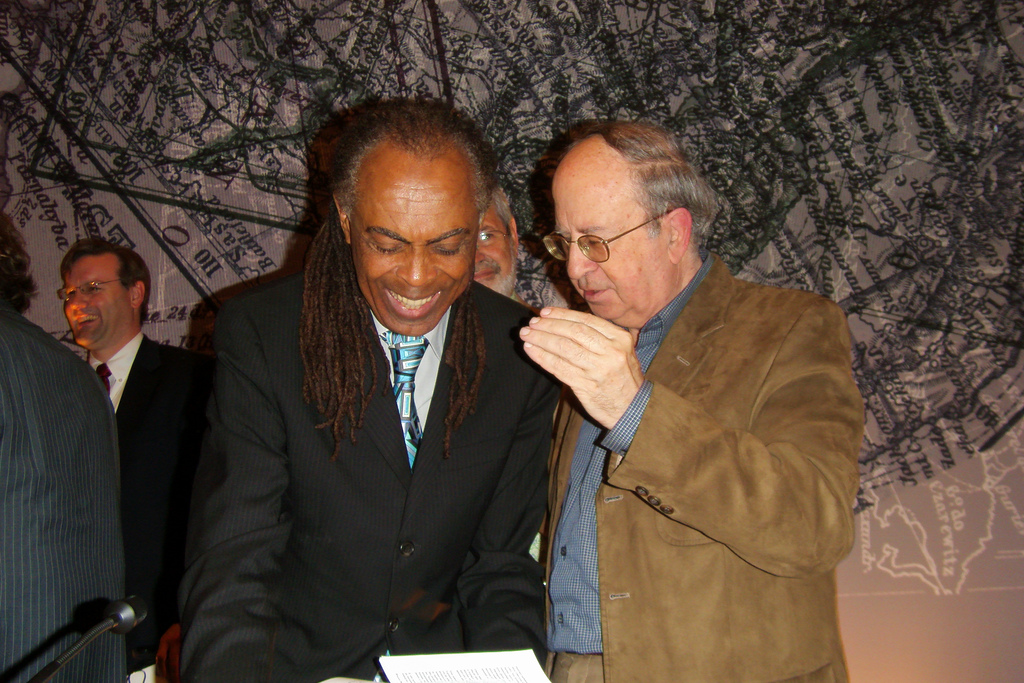
Gilberto Gil y Jesús Martín-Barbero (autor), en 2007

Jesús Martín-Barbero fue un académico que nació en España, durante el periodo de la Guerra Civil; debido a esto emigra y se establece en Colombia en 1963. Había estudiado filosofía, y, en un principio, no conocía el contexto latinoamericano.
En 1968, regresa a Europa, donde hace un doctorado en filosofía en la Universidad de Lovaina. En 1972, termina el doctorado con la tesis La palabra y la acción: por una dialéctica de la liberación, utilizando a Paulo Freire con su propuesta de acción a través de la palabra y el lenguaje en su dimensión performativa. En este texto ya utiliza los planteamientos de la semiótica y la comunicación como elementos clave de su teoría, que después utilizará en su libro.
En 1973, Martín-Barbero regresó a Colombia donde impartió clases de comunicación en una universidad privada. En sus clases seguía utilizando las herramientas filosóficas y semióticas, para estudiar, junto a sus estudiantes, los fenómenos culturales contemporáneos de Colombia, como el mercado, la calle y las fiestas populares. En un simposio realizado en la Universidad Autónoma Metropolitana Unidad Xochimilco, en 1978, imparte una ponencia en la que señala que la dominación puede ser un proceso de comunicación; es decir, un campo de batalla cultural, así como un proceso social.

El tema del texto surgió del estudio de los medios de comunicación que estaba haciendo Martín-Barbero en Colombia. Fue a través de la forma en la que los espectadores veían el cine, particularmente La ley del monte (1976), y el "escalofrío epistemológico" que tuvo Martín-Barbero al no comprender porqué una película así era consumida de una forma particular por las personas.
He llamado escalofrío epistemológico a la experiencia que trastornó mis muy racionalistas convicciones y mis acendradas virtudes “críticas”. Tuvo lugar en el cine México, situado en un barrio popular del viejo centro de la ciudad, un jueves en la sesión de la tarde con sala llena especialmente de hombres, mientras veíamos el filme La ley del monte. Se trataba de un melodrama mexicano que llevaba seis meses en cartelera en una ciudad en la que una película con éxito duraba tres o cuatro semanas. Y fue su éxito arrollador el que convirtió esa película en un fenómeno más que sociológico, casi antropológico. A poco de empezar la sesión, mis amigos profesores y yo no pudimos contener las carcajadas, pues sólo en clave de comedia nos era posible mirar aquel bodrio argumental y estético que, sin embargo, era contemplado por el resto de espectadores en un silencio asombroso para ese tipo de sala. Pero la sorpresa llegó también pronto: varios hombres se acercaron a nosotros y nos gritaron “¡o se callan o los sacamos!”. A partir de ese instante, y hundido avergonzadamente en mi butaca, me dediqué a mirar no la pantalla, sino la gente que me rodeaba: la tensión emocionada de los rostros con que seguían los avatares del drama, los ojos llorosos no sólo de las mujeres sino también de no pocos hombres. Y mientras, como en una especie de iluminación profana, me encontré preguntándome: ¿qué tiene que ver la película que yo estoy viendo con la que ellos ven?, ¿cómo establecer relación entre la apasionada atención de los demás espectadores y nuestro distanciado aburrimiento? En últimas, ¿qué veían ellos que yo no podía/sabía ver?

## Influencias para el libro
El texto de Martín-Barbero están influenciado por el marxismo de Antonio Gramsci, por Paulo Freire, y también por Walter Benjamin. De este último, Martín-Barbero, señala que "había esbozado algunas claves para pensar lo no-pensado: lo popular en la cultura no como su negación, sino como experiencia y producción."
El término 'mediaciones', que es clave en el libro, fue retomado de Paul Ricoeur, quien a su vez lo empleaba para criticar las estructuras intelectuales rígidas, características del estructuralismo francés.

## Contenido

### Lo popular y lo masivo
Martín-Barbero reconstruye el proceso de construcción histórica de las categorías «popular» y «masivo», desde diferentes enfoques. El autor señala que tanto en el momento de la Ilustración, como el romanticismo, se encasilló al pueblo como un "mito del pasado"; mientras que la ilustración consideraba lo culto y lo popular como excluyentes y contrarios.
Para Martín-Barbero, la concepción de pueblo que hace el anarquismo es de un espacio de lucha y resistencia, así como de transformación social para construir un futuro. En cambio, el marxismo ortodoxo ve al pueblo en función de su capacidad de producción desde el proletariado, dejando de lado los aportes culturales o simbólicos. Asimismo, Martín-Barbero critica que el marxismo equipare los conceptos de cultura e ideología, como si fueran homólogos.
Martín-Barbero hace una relación de lo popular y lo masivo con la aparición de la industria cultural, como lo apuntan Theodor Adorno y Max Horkheimer, desde la Escuela de Fráncfort.Sin embargo, Martín-Barbero hace un apunte importante al indicar que Adorno es un "aristócrata cultural"; mientras Benjamin logra entender las transformaciones de la sensibilidad (sensorium) de la sociedad a partir de la aparición de los medios de reproductibilidad técnica.

En torno a la relación de los popular y lo masivo, el autor retoma la metodología de Raymond Williams; así como el concepto de 'prácticas' de Pierre Bourdieu, y de 'usos' de Michel de Certeau. Dentro de su texto, Martín-Barbero afirma:
Y es que tras la aparición de las masas urbanas lo popular ya no será lo mismo. Y entonces, o renunciamos a pensar la vigencia cultural de lo popular o si ello tiene aún sentido será no en términos de exterioridad resguardada, sino de imbricación conflictiva en lo masivo.[...] Lo masivo en esta sociedad no es un mecanismo aislable o un aspecto, sino una nueva forma de socialidad. De masa es el sistema educativo, las formas de representación y participación política, la organización de las prácticas religiosas, los modelos de consumo y los del uso del espacio. De ahí que pensar lo popular desde lo masivo no signifique, no deba al menos significar automáticamente alienación y manipulación, sino unas nuevas condiciones de existencia y de lucha, un modo nuevo de funcionamiento de la hegemonía.

### Mediaciones
El concepto clave del libro es el de «mediaciones», que, para Martín-Barbero, se trata de la relación de la cultura latinoamericana con las tecnologías comunicativas y los medios de comunicación masiva.
El análisis que lleva a cabo el autor va desde principios del siglo XIX hasta nuestros días, específicamente, intenta explicar cómo la sociedad usando los medios de comunicación desde dimensiones políticas, culturales y comunicacionales para poder vivir en sociedad. En él detalla, también, cómo la "cultura de masas" naciente de la Europa de esos entonces entra y se mestiza culturalmente con los procesos de la cultura popular y étnicos de Latinoamérica.

La idea central para comprender la Teoría de las Mediaciones está en el hecho de concebir al proceso comunicativo en su dimensión relacional (comunicacional), de intercambio (cultural) y de negociación (política).
Asimismo, para el autor, la «mediación» no se refiere a una condición de recepción estática por parte de los espectadores, sino a entender a la comunicación como un proceso. Las personas receptoras participación en el proceso de darle significado a los contenidos de los medios. En este sentido:
El receptor es un ser activo capaz de: otorgar múltiples interpretaciones (resemantizaciones), crear y recrear diversos sentidos, dar diferentes refuncionalizaciones, establecer consensos sobre la base de la negociación y en estrecha relación con lo "cotidiano", con la "cultura".
En palabras de Martín-Barbero: "Las mediaciones son los lugares de donde provienen las contradicciones que delimitan y configuran la materialidad social y la expresividad cultural."

## Estructura
El texto está dividido en tres partes, y cada parte en apartados:
- Parte primera. Pueblo y masa en la cultura: Los hitos del debate.
  - I. Afirmación y negación del pueblo como sujeto.
  - II. Ni pueblo ni clases: la sociedad de masas.
  - III. Industria cultura: capitalismo y legitimación.
  - IV. Redescubriendo al pueblo: la cultura como espacio de hegemonía.
- Parte segunda. Matrices históricas de la massmediación.
  - I. El largo proceso de enculturación.
  - II. Del folklore a lo popular.
  - III. De las masas a la masa.
- Parte tercera. Modernidad y massmediación en América Latina.
  - I. Los procesos: de los nacionalismos a las transnacionales.
  - II. Los métodos: de los medios a las mediaciones.

## Influencia en el campo académico
El texto de Martín-Barbero fue traducido al inglés, francés y portugués, y su influencia en el mundo académico es muy amplia. En 1998, para conmemorar los 10 años de la publicación original, se generó un texto colaborativo titulado Mapas Nocturnos: Diálogos con la obra de Jesús Martín-Barbero, editado por Rossana Reguillo y María Cristina Laverde. Cuando el texto cumplió 30 años, en 2017, se editó un texto titulado De los Medios a las Mediaciones, Jesús Martín-Barbero, 30 años. Este texto fue editado por Omar Rincón, José Luis Terrón y Miquel de Moragas. Dentro de este trabajo se señala que el libro original de Martín-Barbero ha sido citado ampliamente en la literatura académica en español y portugués, y en menor grado en inglés.

## Ediciones
En 2010, la Universidad Autónoma Metropolitana, con la editorial Anthropos, publicaron una reedición del texto.